# Xavier Bosch i Sancho
|  | Xavier Bosch redirigeix aquí. Per al polític català, vegeu Xavier Bosch i Garcia. |

Xavier Bosch i Sancho (Barcelona, 21 de juliol de 1967) és un periodista i escriptor català. Va ser el creador, amb Antoni Bassas, de l'espai humorístic de Catalunya Ràdio Alguna pregunta més?, pel qual va rebre un premi Ondas. Especialitzat en periodisme esportiu, va treballar a La Vanguardia, TV3, RAC 1 i va dirigir l'Avui (2007 – 2008). El 2010 va ser un dels impulsors de l'Ara.
Pel que fa a la seva trajectòria com a novel·lista, destaca la trilogia protagonitzada pel periodista Dani Santana i formada per Se sabrà tot —guanyadora del premi Sant Jordi de 2009—, Homes d'honor (2012) i Eufòria (2014), i Algú com tu (2015), guanyadora del Premi Ramon Llull 2015. El 2017 va publicar Nosaltres dos que fou el llibre més venut en català (i en termes absoluts) de la diada de Sant Jordi d'aquell any. Va repetir la fita el Sant Jordi de 2021 amb la seva darrera publicació La dona de la seva vida. Està casat amb la periodista Mònica Planas, amb qui té una filla. Des d'octube de 2021 és membre de l'Institut d'Estudis Catalans.

## Inicis
Nascut a Barcelona el 21 de juliol de 1967, el pare i l'avi per part paterna eren oriünds de Guixers (Vall de Lord).

## Trajectòria professional
Llicenciat en Ciències de la Informació per la Universitat Autònoma de Barcelona, ha desenvolupat la seva activitat en diversos mitjans de comunicació de ràdio, televisió i premsa. És autor de diversos llibres, i guanyador, entre d'altres, d'un premi Ondas. Tres de les seves novel·les han estat els llibres més venuts a Catalunya els anys 2010, 2015 i 2017.

### Ràdio
Va ser creador i realitzador, conjuntament amb Antoni Bassas, de l'espai humorístic de Catalunya Ràdio Alguna pregunta més? de 1994 a 1997, pel qual va rebre un premi Ondas. A més, també va estar vinculat en aquesta emissora amb un altre espai, Crítica de l'Opinió Publicada, que presentava amb Quim Monzó.
El 2 de maig del 2000 entra a formar part de RAC 1, una nova ràdio, privada i en català, dirigint el programa esportiu Primer toc. El juliol d'aquell any, assumeix el càrrec de cap de programació d'aquesta emissora, i al setembre inicia la primera temporada d'un altre programa esportiu, aquesta vegada nocturn i de clar color blaugrana, amb el nom de Cafè Baviera; així com les retransmissions dels partits del FC Barcelona a El Barça juga a Rac1. S'ocuparà d'ambdós espais fins a la fi de 2004, moment en el qual passarà a dirigir i presentar el magazín matinal El món a RAC 1, en la seva tercera temporada, amb una notable i creixent audiència. A l'abril del 2007 El món a RAC 1 rep el Premi Ràdio Associació de Catalunya, en la categoria de Millor Programa de Ràdio. Els motius del premi, segons el jurat, són «per haver aconseguit en un període molt curt, fer-se un lloc important en les preferències de l'audiència. Un programa que en la franja horària de màxima competència, destaca pel seu rigor, bon humor, i pel treball i cohesió de tot un equip de producció, realització i presentació».
Xavier Bosch per motius personals va deixar la ràdio al final de la temporada 2006 – 2007, el 20 de juliol, donant pas a Jordi Basté al capdavant del programa El món a RAC 1. Des de llavors, ha col·laborat en alguns programes radiofònics, El suplement de Catalunya Ràdio.

### Televisió

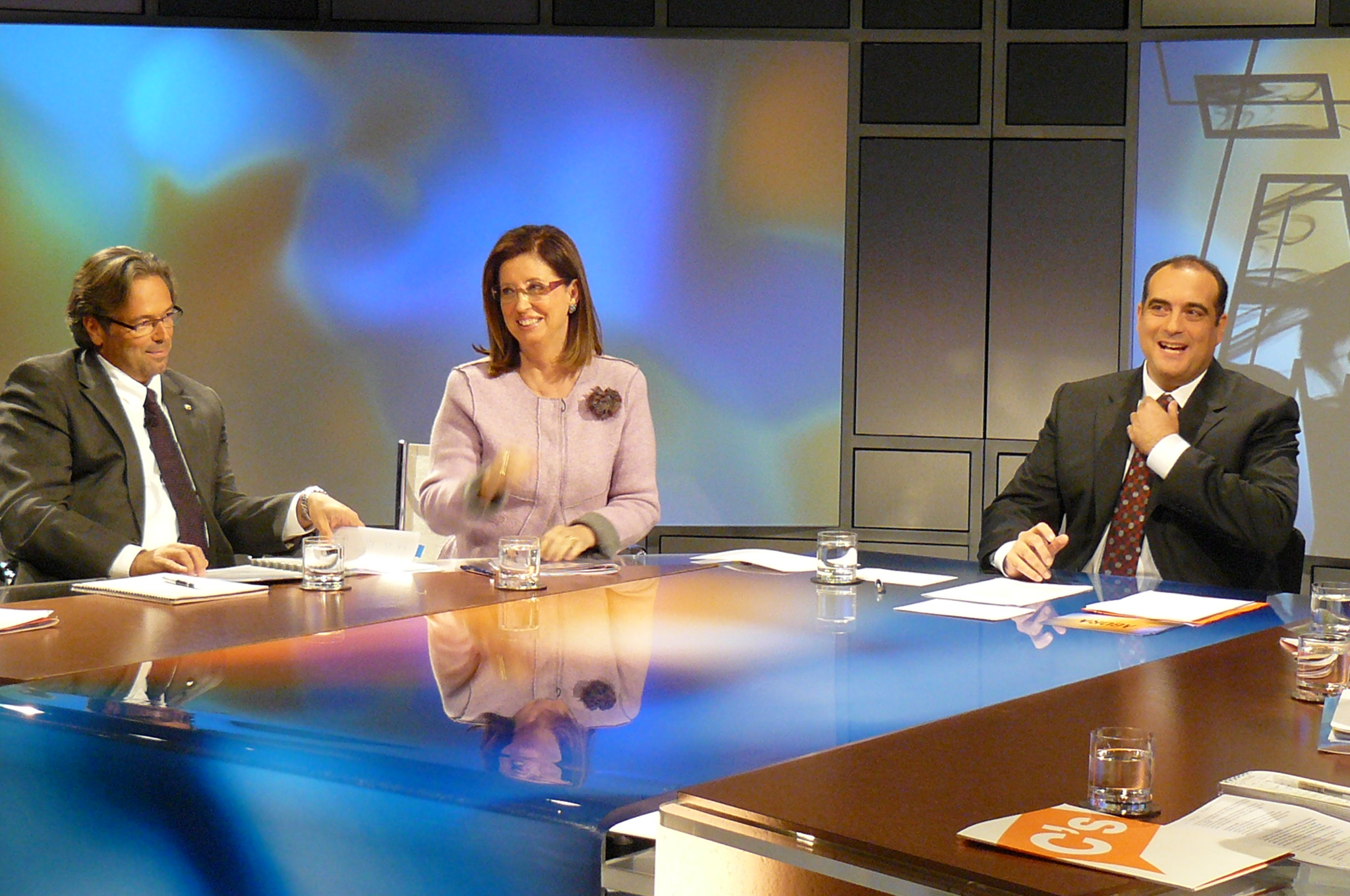
Xavier Bosch (dreta de la foto) presentant un debat de l'Àgora, el 2009

Durant la temporada 1993 – 1994 fou director del programa Un tomb per la vida, de TV3, on un personatge conegut reflexionava amb Joaquim Maria Puyal sobre els seus records biogràfics i temes que haguessin tingut per ell una especial significació. El 1999 va ser el guionista i director del programa dedicat al centenari del Barça Aquest any, cent!, de TV3, al costat dels periodistes Antoni Bassas i Eduard Boet.
Des del 2009 fins al 2013 va presentar i dirigir el programa Àgora, de TV3. Amb motiu de les eleccions al Parlament de Catalunya de 2012 va entrevistar els candidats dels partits polítics amb representació parlamentària. Va reemplaçar Mònica Terribas en les entrevistes de TV3 als presidents de la Generalitat, José Montilla i Artur Mas.

### Premsa

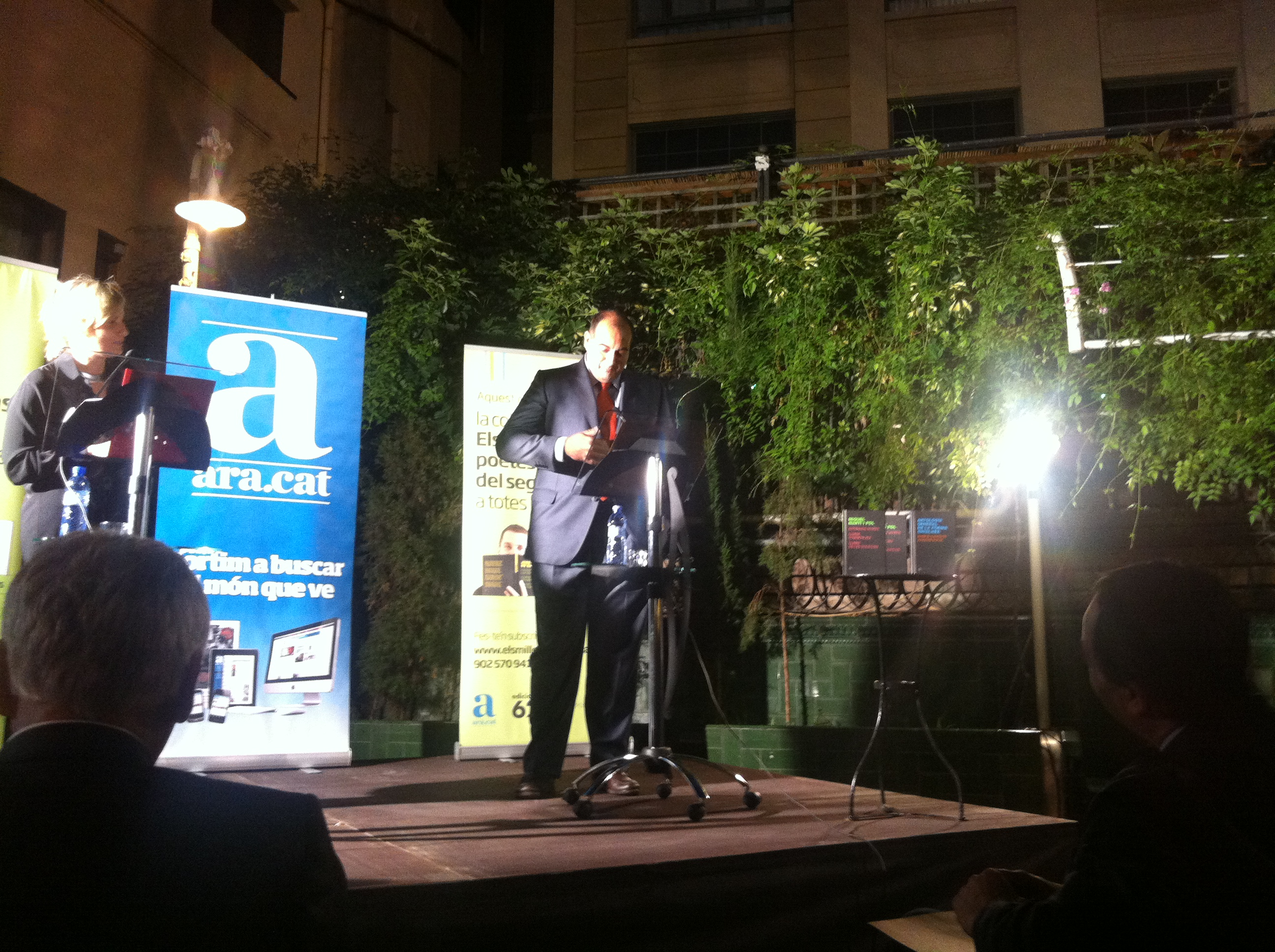
Xavier Bosch durant una presentació del diari Ara, el 2012

Entre 1991 i 1992 va ser corresponsal de La Vanguardia a Estrasburg i agregat de premsa del Consell d'Europa. Des del 2000 realitza la contraportada dels dimecres del diari El Mundo Deportivo. Des del novembre de 2007 fins al desembre de 2008 dirigí el diari Avui, en substitució de Vicent Sanchis. El 2010 fou un dels impulsors del diari Ara, rotatiu on publica una columna i és membre del consell editorial.

## Llibres publicats

### Narrativa breu
- Jo, el simolses (La Magrana, 1992)
- Vicis domèstics (La Magrana, 1998)

### Novel·la
- La màgia dels reis (Columna - La Galera, 1994)
- Se sabrà tot (Proa, 2009)
- Homes d'honor (Proa, 2012)[13]
- Eufòria (Proa, 2014)
- Algú com tu (Planeta, 2015)
- Nosaltres dos (Columna, 2017)[14]
- Paraules que tu entendràs (Columna, 2019)[15]
- La dona de la seva vida (Columna, 2021)
- 32 de març (Univers, 2023)[16]
- Diagonal Manhattan (Columna, 2025)[17]

### Teatre
- El culékulé (La Magrana, 1996) (amb la seva corresponent representació al Teatre Arnau —més de 100 actuacions— de la mà de la Companyia Focus).

## Premis
- Premi Ondas 1997 per l'espai d'humor Alguna pregunta més?
- Premi Mundo Deportivo de periodisme 1999, pel programa Aquest any, cent!.
- Premio Premi APEI-Catalunya (en la seva sisena edició) per la seva tasca com cap de programació de RAC 1 i conductor del magazín matinal El món a RAC 1.
- Premi Ràdio Associació de Catalunya 2007, en la categoria de Millor Programa de Ràdio per El món a RAC 1.
- Premi Sant Jordi per la novel·la Se sabrà tot.[18]
- Premi Ramon Llull 2015 per la novel·la Algú com tu.[19]
- Premi Quim Regàs de periodisme per la seva trajectòria professional, 2017.